# James "Sawyer" Ford

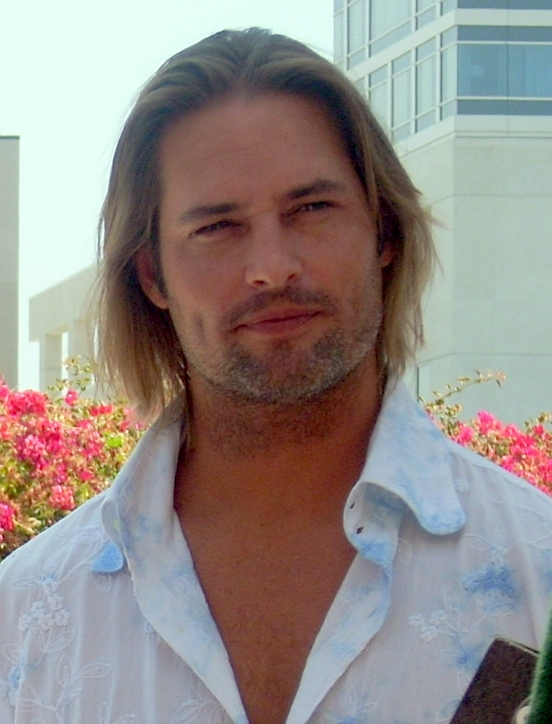
James "Sawyer" Ford

'James Ford, alias Sawyer (Josh Holloway) este unul dintre personajele principale din serialul de televiziune american Lost.